# 宮城県道20号仙台空港線
宮城県道20号仙台空港線（みやぎけんどう20ごう せんだいくうこうせん）は、宮城県名取市の仙台空港から国道4号に至る県道（主要地方道）である。

## 概要
仙台空港から途中宮城県道10号塩釜亘理線と仙台東部道路仙台空港ICが接続し、国道4号の交差点の手前で仙台館腰線が分岐する。
1990年代から大規模な改良工事が行われ、全線片側2車線の道路に改良された。
起点の仙台空港から県道10号との交点周辺までの沿線には、仙台空港フロンティアパークや岩沼矢野目工業団地などの工業団地が整備され、多くの工場が稼働している。
以前は東北本線館腰駅前から塩釜亘理線との交差点まで片側一車線の旧道があり、現在も途中まで通行可能である。
仙台館腰線は立体交差で国道4号を越えるため、延長の際この旧道の一部を改良し接続する道路に転用されている。

### 路線データ
- 実延長：6.6031 km[2]
- 起点：名取市（仙台空港）
- 終点：名取市植松（国道4号交差点）

## 歴史
- 1958年（昭和33年）3月31日 - 一般県道49号として「矢ノ目飛行場線」が認定される。[3]
- 1971年（昭和46年）
  - 6月26日 - 建設省により県道「矢の目飛行場線」が「仙台空港線」として主要地方道に初めて指定される。[4]
  - 8月31日 - 主要地方道への昇格に伴い、「矢ノ目飛行場線」から「仙台空港線」に路線名を変更。[5]
- 1993年（平成5年）
  - 5月11日 - 建設省から、県道仙台空港線が仙台空港線として主要地方道に指定される[6]。
  - 10月19日 - 県道番号が決定[7]され、従前の主要地方道36号[8]から、県道20号に変更される。（12月1日より施行）

## 地理

### 通過する自治体
- 名取市
- 岩沼市
- 名取市

### 交差する道路
- 宮城県道10号塩釜亘理線
- E6 仙台東部道路（仙台空港IC）
- 宮城県道258号仙台館腰線
- 国道4号

### 沿線にある施設など
- 仙台空港
- 仙台空港線仙台空港駅
- 航空大学校仙台分校
- 仙台空港臨空公園
- JR 東北本線 館腰駅

### 交通量[9]
令和３年度・12時間交通量
- 岩沼市下野郷字新田 - 11,874台
- 名取市植松字新橋 - 11,714台